# 川村卓也のたくやんちゃレディオ!
川村卓也のたくやんちゃレディオ!（かわむらたくやのやんちゃレディオ）は、エフエム栃木（RADIO BERRY）制作、エフエム岩手との2局ネットで放送されていたラジオ番組である。
2010年1月22日放送開始。2月5日より川村の地元に置くFM岩手へのネットを開始。
2013年に川村が和歌山トライアンズへ移籍したのに伴い終了。

## メインパーソナリティー
- 川村卓也（リンク栃木ブレックス所属プロバスケットボール選手）

## 放送時間
- 金曜20：55 - 21：00